# Jan Tinndahn
Jan Tinndahn (Spitznamen „Jim“ oder „Big Jim“, * 27. Januar 1961 auf Seeland, Dänemark) ist ein dänisches Mitglied des Motorradclubs der Bandidos. Er war Präsident des dänischen Chapters der Bandidos wie auch bis Juni 2012 Europachef des Clubs. Tinndahn wurde der Öffentlichkeit als Beteiligter des Skandinavischen Rockerkriegs in den 1990er Jahren bekannt.

## Leben
Jan Tinndahn, der „Jim“ oder auch „Big Jim“ genannt wird, ist gelernter Mechaniker, verheiratet und Vater von – je nach Quelle – zwei oder drei Söhnen. Er lebt in Schweden.

### Rockerdasein
In den 1980er Jahren waren in Dänemark neben den international organisierten Hells Angels viele lokale Motorradclubs aktiv. Tinndahn war Mitglied des Motorradklubs Morticians MC, der sich in Undertakers MC umbenannte und lange Zeit freundschaftliche Beziehungen mit den Hells Angels unterhielt. Als die Hells Angels Anfang der 1990er Jahre eine Strategie der Unterdrückung kleinerer Klubs begannen und sich die Undertakers (anders als andere lokale Klubs) nicht unterordnen wollten, kam es zum Bruch. Undertaker-Chef Tinndahn suchte Kontakt zu dem zweiten großen internationalen Motorradklub, den Bandidos, die bislang nicht in Skandinavien aktiv waren. Als Ergebnis seiner Bemühungen wurde 1993 aus dem Undertakers MC der Bandidos MC Denmark. Später wurde Tinndahn auch europäischer Präsident des Bandidos.

### Nordischer Rockerkrieg
Ab 1994 kam es zu gewalttätigen Auseinandersetzungen zwischen Hells Angels und Bandidos in Skandinavien, die als „Skandinavischer Rockerkrieg“ bekannt wurden. Im Laufe der dreijährigen Kampfhandlungen wurden mehrere Klubmitglieder getötet und verletzt, darunter die Bandidos Michael Ljunggren und Jan Krogh Jensen. Beide Klubs hatten je rund 120 Angehörige in Dänemark, außerdem bestanden kleinere Chapter (bzw. Charter) in anderen skandinavischen Ländern. Die Auseinandersetzungen begannen vermutlich als Verteilungskämpfe in der Drogenszene. Im September 1997 erklärten Hells Angels und Bandidos das Ende des Kriegs. Medienwirksam traten dazu die jeweiligen Clubpräsidenten Jim Tinndahn und Bent Svane „Blondie“ Nielsen (Hells Angels) zu einem Händeschütteln vor die Kameras. Berichtet wurde zum Friedensschluss u. a. vom dänischen Fernsehsender TV2.
Im Jahr 2008 wurde gegen Tinndahn wegen Diebstahls und schwerer Körperverletzung ermittelt. Er wurde beschuldigt, am Diebstahl von drei Rennmotorrädern beteiligt gewesen zu sein. Tinndahn wurde am 29. Oktober 2008 im Clubhaus der Bandidos in Helsingborg verhaftet.

### Autounfall
Am 7. Oktober 2012 verunglückte Tinndahn mit seinem Audi Q7 in Südschweden nach einer Bandidos-Party in Malmö aufgrund überhöhter Geschwindigkeit. Tinndahn wurde kaum verletzt, der ebenfalls im Auto sitzende Carlos Åkesson (34), ein Bandidos-Bruder, erlitt einen Hirnschaden. Tinndahn wurde nach dem Unfall von der Polizei vorläufig festgenommen, bei einem Drogentest wurden deutliche Spuren von Cannabis und Kokain entdeckt. Es wurde ein Verfahren zu Fahrlässigkeit und Körperverletzung eingeleitet, was zu keinem Urteil führte. Åkesson lag zwei Jahre im Koma und starb am 18. Dezember 2014. Nach dem Tode Åkessons folgte Tinndahn einer polizeilichen Vorladung zunächst nicht. Es wurde befürchtet, dass er in ein Land ohne Auslieferungsverhältnis geflüchtet sei. Nach einigen Monaten stellte Tinndahn sich. Bei seiner Vernehmung führte er aus, dass er als Frührentner ein Einkommen von SEK 9.000 pro Monat erziele. Er habe keine feste Adresse und die Bandidos-Führung abgegeben. Laut Polizeiangaben aus dem Jahr 2015 war er zu dem Zeitpunkt aber noch Mitglied der Bandidos.
Tinndahns Nachfolger als Präsident der Bandidos wurde 2012 Michael „Kokken“ Rosenvold.
Im Jahr 2014 trat Tinndahn im Dokumentarfilm „Biker Gangs“ (Original: Outlaw Bikers) der Discovery-Serie „Mythos und Wahrheit“ (Original: Codes & Conspiracies) auf, der in Deutschland am 7. September 2014 auf N24 ausgestrahlt wurde.